# Del Cielito Records
Del Cielito es un estudio de grabación y sello discográfico independiente argentino, no asociado a la Cámara Argentina de Productores de Fonogramas y Videogramas.

## Creación
El estudio de grabación fue fundado por Gustavo Gauvry en 1980, a pocos metros de su casa en Parque Leloir (Ituzaingó, Provincia de Buenos Aires). Lo llamó Del Cielito porque así se llama la calle que lleva al lugar, y le pareció "un nombre muy musical".
En 1985, Gauvry decidió crear el sello discográfico Del Cielito Records para poder editar Los chicos quieren rock (1988), el segundo álbum de Ratones Paranoicos que él había producido y ofrecido sin éxito a distintas compañías.
En el estudio grabaron grupos musicales y solistas de Argentina como Los Ratones Paranoicos, Fabiana Cantilo, Los Violadores, León Gieco, Luis Alberto Spinetta, Serú Giran, Patricio Rey y sus Redonditos de Ricota, Los Fabulosos Cadillacs, Divididos, María Rosa Yorio, David Lebón, Los Piojos, Los Caballeros de la Quema, y Gustavo Cerati (en plena crisis del 2001) con su disco "Siempre es hoy", entre otros. 

## Compra y venta
En el año 2003, Bersuit Vergarabat compró el predio junto con el estudio pero tras la disolución de la banda en 2009, vendió el predio y el estudio a Manuel Quieto, cantante de Mancha de Rolando. En 2004, la banda uruguaya No Te Va Gustar grabaron entre agosto y septiembre el disco Aunque cueste ver el sol. 
En 2005, como parte de la sexta edición del Proyecto Rock en Ñ, organizado por la Sociedad General de Autores y Editores (SGAE) y la Fundación Autor, fue sede de Laboratorio Ñ, donde participaron músicos argentinos y españoles.
Del Cielito Records ha editado, entre otros, Casa Babylon y Amerika perdida, de Mano Negra, La mosca y la sopa y Oktubre de Patricio Rey y sus Redonditos de Ricota, Contactos de David Lebón y Don Lucero, Téster de violencia de Luis Alberto Spinetta y Chactuchac, álbum debut de Los Piojos.